# Synagoga Stowarzyszenia Przyjaciół Dobroczynności w Poznaniu
Synagoga Stowarzyszenia Przyjaciół Dobroczynności w Poznaniu – nieistniejąca obecnie synagoga znajdująca się przy ulicy Dominikańskiej 7 w Poznaniu.

## Historia
Synagogę wybudowano z inicjatywy, założonego w 1908 roku i istniejącego aż do II wojny światowej, Stowarzyszenia Przyjaciół Dobroczynności (niem. Verein der Wohltätigen Freunde), które skupiało mężczyzn na stałe zamieszkujących Poznań, posiadających nienaganną opinię w społeczeństwie i tworzących elitarną wspólnotę religijno-opiekuńczą. Organizacja, której podstawowymi założeniami było utrzymywanie synagogi i uroczyste obchodzenie rocznic śmierci jej członków, w 1864 roku wykupiła parcelę przylegającą od zachodu do Synagogi Stowarzyszenia Braci Gminy, a od wschodu do kamienicy mieszkalnej i w latach 1883–1884 wzniosła na niej świątynię według projektu berlińskiej firmy Cremer & Wolffenstein, która 30 lat później zaprojektowała inną bożnicę w Poznaniu – Nową Synagogę przy ulicy Stawnej.
18 listopada 1934 roku w świątyni odbyło się dziękczynne nabożeństwo z okazji odzyskania przez Polskę niepodległości, w którym udział brało około 400 osób. Obie bożnice przy ulicy Dominikańskiej ucierpiały w czasie II wojny światowej, w 1945 roku i rozebrano je w 1947. Od tego momentu parcela pozostawała pustym, niewykorzystanym placem. Podczas nadzoru archeologicznego przeprowadzonego w latach 1981–1983 natknięto się na ślady przypisane: przedlokacyjnej osadzie św. Gotarda datowanej na przełom XII i XIII wieku, miastu lokacyjnemu i czasom późniejszym. W 2014 roku przeprowadzono następne badania archeologiczne związane z planowaną inwestycją. Natknięto się wówczas na ślady dwóch drewnianych zespołów mieszkalnych z drugiej połowy XIV wieku oraz na kamienne fundamenty dawnych bożnic. W latach 2014–2015 na miejscu dawnych synagog powstał 5-kondygnacyjny budynek mieszkalny Dominikańska 9 z obszarem usługowym na parterze.

## Architektura
Poznańska Synagoga Stowarzyszenia Przyjaciół Dobroczynności była jedną z pierwszych prac berlińskiej firmy Cremer & Wolffenstein, która w swych początkowych projektach stanęła przed wyborem wykorzystywania dekoracyjnego stylu mauretańskiego lub wzorców romańskich. Stąd wygląd bożnicy, będący połączeniem elementów charakterystycznych dla obu tych stylów. Popularnym rozwiązaniem w architekturze bożniczej było również przybieranie nowoczesnych form fasad, przy jednoczesnym zachowaniu tradycyjnego wystroju. Mimo że nieznany jest wygląd wewnętrzny bożnicy, wiele informacji możemy wywnioskować z jej elewacji, która, wzorowana na synagodze w Kassel, swą formą przypominała dwuwieżowe fronty kościołów. Została ona otynkowana, a jej najszerszą część środkową objęto w dwa węższe ryzality wieżowe, zwieńczone cebulastymi hełmami wspartymi na balustradach i zakończonymi Gwiazdami Dawida. Umieszczono w nich dwoje drzwi, odchodząc, w ten sposób, od wzorca kościelnego, w którym główne wejście znajdowało się w centralnej części fasady. W Synagodze Stowarzyszenia Przyjaciół Dobroczynności to miejsce zajmowało okno, swoją formą nieco przypominające biforium. Wszystkie otwory okienne i drzwiowe zamknięto łukami podkowiastymi, nad którymi umieszczono ozdobne, profilowane pasy o tym samym kształcie. Piętno mauretańskie synagogi przedstawiono poprzez wykorzystanie hełmów wieżowych i łuków okiennych, natomiast cechy romańskie wykazywał fryz arkadowy i biforium.
W latach 70. XIX wieku na elewacji umieszczono również tablice mojżeszowe, Gwiazdy Dawida oraz menory mające definiować budynek jako żydowski dom modlitwy. Podobnie jak w sąsiedniej Synagodze Stowarzyszenia Braci Gminy był to przejaw tzw. „architektury mówiącej”, jednak formy przekazu obu bóżnic znacznie różniły się od siebie. W starszej z nich średniowieczny charakter budowli był przekazem dla bardziej wykształconego odbiorcy i symbolizował „twierdzę wiary”, natomiast w młodszej świątyni przekaz wyrażony przez formy zastosowane w projekcie elewacji i hebrajski napis w jej centralnej części był bardziej jednoznaczny i prostszy w odczytaniu.